# Solanum evolvulifolium
Solanum evolvulifolium là loài thực vật có hoa trong họ Cà. Loài này được Greenm. miêu tả khoa học đầu tiên năm 1904.